# Чепрунов, Григорий Северьянович
Григорий Северьянович Чепрунов (7 февраля 1907, Черкесовский, область Войска Донского — 22 февраля 1979, Новоаннинский, Волгоградская область) — полковник Советской Армии, участник Великой Отечественной войны, Герой Советского Союза (1945).

## Биография
Родился 7 февраля 1907 года на хуторе Черкесовский (ныне — Алексеевский район Волгоградской области). После окончания восьми классов школы работал в колхозе. В 1929 году был призван на службу в Красную Армию. Окончил Ленинградскую пехотную школу и курсы «Выстрел». С июня 1941 года — на фронтах Великой Отечественной войны.
К январю 1945 года полковник Григорий Чепрунов командовал 1103-м стрелковым полком 328-й стрелковой дивизии 47-й армии 1-го Белорусского фронта. Отличился во время освобождения Польши. В ночь с 14 на 15 января 1945 года полк успешно переправился через Вислу в районе населённого пункта Дзеканув к югу от города Хотомув и захватил плацдарм на её западном берегу, после чего отразил большое количество вражеских контратак и продвинулся далеко на запад. В результате только за первый день наступления полк уничтожил 7 танков, 17 бронемашин и самоходных артиллерийских установок, 11 артиллерийских орудий, около 2 рот немецкой пехоты.
Указом Президиума Верховного Совета СССР от 6 апреля 1945 года за «образцовое выполнение боевых заданий командования на фронте борьбы с немецкими захватчиками и проявленные при этом мужество и героизм» полковник Григорий Чепрунов был удостоен звания Героя Советского Союза с вручением ордена Ленина и медали «Золотая Звезда» (N 5710).
Участвовал в Параде Победы. Продолжал службу в Советской Армии. Окончил курсы «Выстрел». В 1957 году был уволен в запас. Проживал и работал в городе Новоаннинский Волгоградской области. Умер 22 февраля 1979 года.
Был награждён двумя орденами Ленина, четырьмя орденами Красного Знамени, орденами Суворова 3-й степени, Александра Невского, Красной Звезды, рядом медалей и иностранным орденом.
Памятник Чепрунову установлен на хуторе Шарашенский Алексеевского района.